# Liste der Monuments historiques in Saint-Augustin-des-Bois
Die Liste der Monuments historiques in Saint-Augustin-des-Bois führt die Monuments historiques in der französischen Gemeinde Saint-Augustin-des-Bois auf.

## Liste der Objekte
| Bezeichnung  | Beschreibung          | Standort                         | Kennzeichnung | Schutzstatus | Datum | Bild |
| ------------ | --------------------- | -------------------------------- | ------------- | ------------ | ----- | ---- |
| Glocke Nr. 3 | Bronze, 1765 gegossen | in der Kirche St-Augustin (Lage) | PM49004493    | Inscrit      | 1995  |      |